# Dennis Young
Sir Dennis Charles Young (* 1938 in London; † März 2008 in Losuia, Trobriand-Inseln) war ein papua-neuguineischer Politiker.

## Biografie
Young begann seine politische Laufbahn mit der Wahl zum Abgeordneten des Versammlungshauses (House of Assembly), das ihn 1982 erstmals zu seinem Sprecher (Speaker of Parliament) wählte.
Zwischen 1987 und 1992 war er erneut Parlamentssprecher und in dieser Funktion nach dem plötzlichen Tod von Sir Ignatius Kilage vom 31. Dezember 1989 bis zum 27. Februar 1990 sowie erneut nach dem Rücktritt von Sir Serei Eri am 4. Oktober 1991 bis zum 11. November 1991 kraft Amtes jeweils amtierender Generalgouverneur (Acting Governor General).
Für seine politischen Verdienste wurde er am 31. Dezember 1998 zum Knight Commander des Order of St Michael and St George geschlagen und führte seitdem das Prädikat „Sir“.